# الجردس (العدين)

تعديل مصدري - تعديل

الجردس محلة تابعة لقرية ما جديد، التابعة لعزلة الجبلين بمديرية العدين إحدى مديريات محافظة إب في الجمهورية اليمنية. بلغ تعداد سكانها 248 حسب تعداد اليمن لعام 2004.